# Pieve di San Giovanni Battista (Radicondoli)
La pieve di San Giovanni Battista, conosciuta anche come pieve Vecchia, e una chiesa situata a Radicondoli, in provincia di Siena, diocesi di Volterra.

## Descrizione e storia
Ricordata dalla metà del XII secolo, a croce latina, conserva l'impianto romanico: la navata è scandita da grandi archi trasversali a sostegno della copertura lignea e si conclude in un ampio transetto con l'abside semicircolare, nel quale si aprono alcune finestrelle strombate.
Alcune parti della facciata, con portale architravato e arco gotico senese, sono frutto di un rifacimento trecentesco.
Sono presenti motivi decorativi tipicamente volterrani, come la bicromia ottenuta con corsi di laterizi e alberese. I capitelli che ornano le semicolonne sono decorati con motivi vegetali la cui esecuzione mostra di essere un compromesso tra la cultura romanica pisano-lucchese e le più rozze pratiche decorative locali.